# Вигнання (фільм)
Вигнання — фільм жахів випуску Великої Британії 2020 року. Режисер Крістофер Сміт; сценаристи Ронні Томпсон і Рей Богданович. Продюсери Майя Амселлем та Лорі Кук. Світова прем'єра відбулася 17 жовтня 2020 року; прем'єра в Україні — 27 травня 2021-го.

## Зміст
В Англії 1930-х років священнослужитель з дружиною і дочкою переїздить на нове місце служби — в садибу Борло. Церква доручає йому відродити віру жителів у невеликому провінційному містечку. Місцеві прихожани втратили віру після низки загадкових й жахливих смертей. Ширяться чутки, що маєток Борло — найбільш населений примарами будинок Англії і взагалі — найзаклятіше місце на землі.
Щоб розкрити жахливу таємницю, родині священика буде необхідно об'єднати свої сили — з відомим окультистом та дослідником паранормальних явищ Гаррі Прайсом.

## Знімались
- Джессіка Браун Фіндлей
- Джон Геффернан
- Шон Гарріс
- Джон Лінч
- Франческа Фаулер